# Luisa d'Assia-Darmstadt
Luisa Enrichetta Carolina d'Assia-Darmstadt (Darmstadt, 15 febbraio 1761 – Auerbach, 24 ottobre 1829) è stata, a seguito di matrimonio, la prima Granduchessa d'Assia e del Reno.

## Biografia
Luisa era figlia del principe Giorgio Guglielmo d'Assia-Darmstadt (1722-1782) e di sua moglie Luisa (1729-1818), figlia del conte Cristiano Carlo Reinardo, Conte di Leiningen-Dagsburg-Heidesheim (1695-1766).
Nel 1770 fece parte del seguito di Maria Antonietta, che si recava in Francia, dopo essere stata sposata per procura a Vienna. Luisa mantenne un rapporto epistolare con l'amica sino al 1792.
Sposò a Darmstadt, il 19 febbraio 1777, suo cugino, l'allora principe ereditario Luigi d'Assia-Darmstadt (1753-1830). Suo marito regnò dal 1790, quale Langravio Luigi X d'Assia-Darmstadt, ed a partire dal 1806 come Luigi I, il primo Granduca d'Assia e del Reno.
Dal 1783 Luisa trascorse regolarmente i mesi estivi presso lo Staatspark Fürstenlager, che fu il luogo in cui morì nel 1829. Qui fece opere di beneficenza a favore della popolazione di Auerbach. La granduchessa, cresciuta con decoro e dotata di buona cultura, venne descritta come persona amabile e popolare presso i suoi sudditi. Ospitò nella sua corte Johann Wolfgang Goethe e fece rappresentare nel suo salotto il Don Carlos di Friedrich Schiller. Napoleone ammirò Luisa, ritenendola una delle donne più brillanti della sua epoca, e giunse a prometterle una corona.
La Strada di Luisa e Il Palazzo di Luisa a Darmstadt portano, in segno d'onore, il suo nome.

## Discendenza
- Luigi II (1777-1848), Granduca d'Assia e del Reno, sposò nel 1804 Guglielmina di Baden (1788-1836);
- Luisa (1779-1811), sposò nel 1800 il Principe Luigi di Anhalt-Köthen (1778-1802);
- Giorgio (1780-1856), sposò morganaticamente nel 1804 Carolina Török de Szendrö (1786-1862), nominata Baronessa di Menden nel 1804, Contessa di Nidda nel 1808, Principessa di Nidda nel 1821, e divorziò nel 1827;
- Federico (1788-1867);
- Emilio (1790-1856);
- Gustavo (1791–1806).

## Ascendenza
|                                                                          |                                               |                                                      | Genitori                                                   |  |  | Nonni |  |  | Bisnonni                             |  |  | Trisnonni                          |  |
|                                                                          |                                               |                                                      |                                                            |  |  |       |  |  | 8. Ernst Ludwig von Hessen-Darmstadt |  |  | 16. Ludwig VI von Hessen-Darmstadt |  |
|                                                                          |                                               |                                                      |                                                            |  |  |       |  |  | 8. Ernst Ludwig von Hessen-Darmstadt |  |  | 16. Ludwig VI von Hessen-Darmstadt |  |
|                                                                          |                                               | 17. Elisabeth Dorothea von Sachsen-Gotha-Altenburg   |                                                            |  |  |       |  |  | 8. Ernst Ludwig von Hessen-Darmstadt |  |  |                                    |  |
| 4. Ludwig VIII von Hessen-Darmstadt                                      |                                               |                                                      |                                                            |  |  |       |  |  | 8. Ernst Ludwig von Hessen-Darmstadt |  |  |                                    |  |
|                                                                          |                                               | 9. Dorothea Charlotte von Brandenburg-Ansbach        | 18. Albrecht II von Brandenburg-Ansbach                    |  |  |       |  |  |                                      |  |  |                                    |  |
|                                                                          |                                               | 9. Dorothea Charlotte von Brandenburg-Ansbach        | 18. Albrecht II von Brandenburg-Ansbach                    |  |  |       |  |  |                                      |  |  |                                    |  |
|                                                                          |                                               | 9. Dorothea Charlotte von Brandenburg-Ansbach        | 19. Sophie Margarete von Öttingen                          |  |  |       |  |  |                                      |  |  |                                    |  |
| 2. Georg Wilhelm von Hessen-Darmstadt                                    |                                               | 9. Dorothea Charlotte von Brandenburg-Ansbach        |                                                            |  |  |       |  |  |                                      |  |  |                                    |  |
|                                                                          |                                               | 10. Johann Reinhard III von Hanau-Lichtenberg        | 20. Johann Reinhard II von Hanau-Lichtenberg               |  |  |       |  |  |                                      |  |  |                                    |  |
|                                                                          |                                               | 10. Johann Reinhard III von Hanau-Lichtenberg        | 20. Johann Reinhard II von Hanau-Lichtenberg               |  |  |       |  |  |                                      |  |  |                                    |  |
|                                                                          |                                               | 10. Johann Reinhard III von Hanau-Lichtenberg        | 21. Anna Magdalena von Pfalz-Birkenfeld-Bischweiler        |  |  |       |  |  |                                      |  |  |                                    |  |
| 5. Charlotte von Hanau-Lichtenberg                                       |                                               | 10. Johann Reinhard III von Hanau-Lichtenberg        |                                                            |  |  |       |  |  |                                      |  |  |                                    |  |
|                                                                          |                                               | 11. Dorothea Friederike von Brandenburg-Ansbach      | 22. Johann Friedrich von Brandenburg-Ansbach               |  |  |       |  |  |                                      |  |  |                                    |  |
|                                                                          |                                               | 11. Dorothea Friederike von Brandenburg-Ansbach      | 22. Johann Friedrich von Brandenburg-Ansbach               |  |  |       |  |  |                                      |  |  |                                    |  |
|                                                                          |                                               | 11. Dorothea Friederike von Brandenburg-Ansbach      | 23. Johanna Elisabeth von Baden-Durlach                    |  |  |       |  |  |                                      |  |  |                                    |  |
| 1. Luise von Hessen-Darmstadt                                            |                                               | 11. Dorothea Friederike von Brandenburg-Ansbach      |                                                            |  |  |       |  |  |                                      |  |  |                                    |  |
|                                                                          | 12. Johann von Leiningen-Dachsburg-Falkenburg | 24. Georg Wilhelm von Leiningen-Dachsburg-Falkenburg |                                                            |  |  |       |  |  |                                      |  |  |                                    |  |
|                                                                          | 12. Johann von Leiningen-Dachsburg-Falkenburg | 24. Georg Wilhelm von Leiningen-Dachsburg-Falkenburg |                                                            |  |  |       |  |  |                                      |  |  |                                    |  |
|                                                                          | 12. Johann von Leiningen-Dachsburg-Falkenburg | 25. Anne Elisabeth von Daun-Falkenstein              |                                                            |  |  |       |  |  |                                      |  |  |                                    |  |
| 6. Christian Carl Reinhard von Leiningen-Dachsburg-Falkenburg-Heidesheim | 12. Johann von Leiningen-Dachsburg-Falkenburg |                                                      |                                                            |  |  |       |  |  |                                      |  |  |                                    |  |
|                                                                          |                                               | 13. Johanna Magdalene von Hanau-Lichtenberg          | 26. Johann Reinhard II von Hanau-Lichtenberg (= 20)        |  |  |       |  |  |                                      |  |  |                                    |  |
|                                                                          |                                               | 13. Johanna Magdalene von Hanau-Lichtenberg          | 26. Johann Reinhard II von Hanau-Lichtenberg (= 20)        |  |  |       |  |  |                                      |  |  |                                    |  |
|                                                                          |                                               | 13. Johanna Magdalene von Hanau-Lichtenberg          | 27. Anna Magdalena von Pfalz-Birkenfeld-Bischweiler (= 21) |  |  |       |  |  |                                      |  |  |                                    |  |
| 3. Maria Luise Albertine zu Leiningen-Dagsburg-Falkenburg                |                                               | 13. Johanna Magdalene von Hanau-Lichtenberg          |                                                            |  |  |       |  |  |                                      |  |  |                                    |  |
|                                                                          |                                               | 14. Ludwig zu Solms-Rödelheim                        | 28. Johann August zu Solms-Rödelheim                       |  |  |       |  |  |                                      |  |  |                                    |  |
|                                                                          |                                               | 14. Ludwig zu Solms-Rödelheim                        | 28. Johann August zu Solms-Rödelheim                       |  |  |       |  |  |                                      |  |  |                                    |  |
|                                                                          |                                               | 14. Ludwig zu Solms-Rödelheim                        | 29. Eleonore Barbara Marie Cratz von Scharffenstein        |  |  |       |  |  |                                      |  |  |                                    |  |
| 7. Katharina Polyxena zu Solms-Rödelheim                                 |                                               | 14. Ludwig zu Solms-Rödelheim                        |                                                            |  |  |       |  |  |                                      |  |  |                                    |  |
|                                                                          |                                               | 15. Charlotte Sibylle von Ahlefeldt-Rixingen         | 30. Friedrich von Ahlefeldt                                |  |  |       |  |  |                                      |  |  |                                    |  |
|                                                                          |                                               | 15. Charlotte Sibylle von Ahlefeldt-Rixingen         | 30. Friedrich von Ahlefeldt                                |  |  |       |  |  |                                      |  |  |                                    |  |
|                                                                          |                                               | 15. Charlotte Sibylle von Ahlefeldt-Rixingen         | 31. Maria Elisabeth von Leiningen-Dagsburg-Hartenburg      |  |  |       |  |  |                                      |  |  |                                    |  |
|                                                                          |                                               | 15. Charlotte Sibylle von Ahlefeldt-Rixingen         |                                                            |  |  |       |  |  |                                      |  |  |                                    |  |